# Wasserturm Filmstraße Wolfen

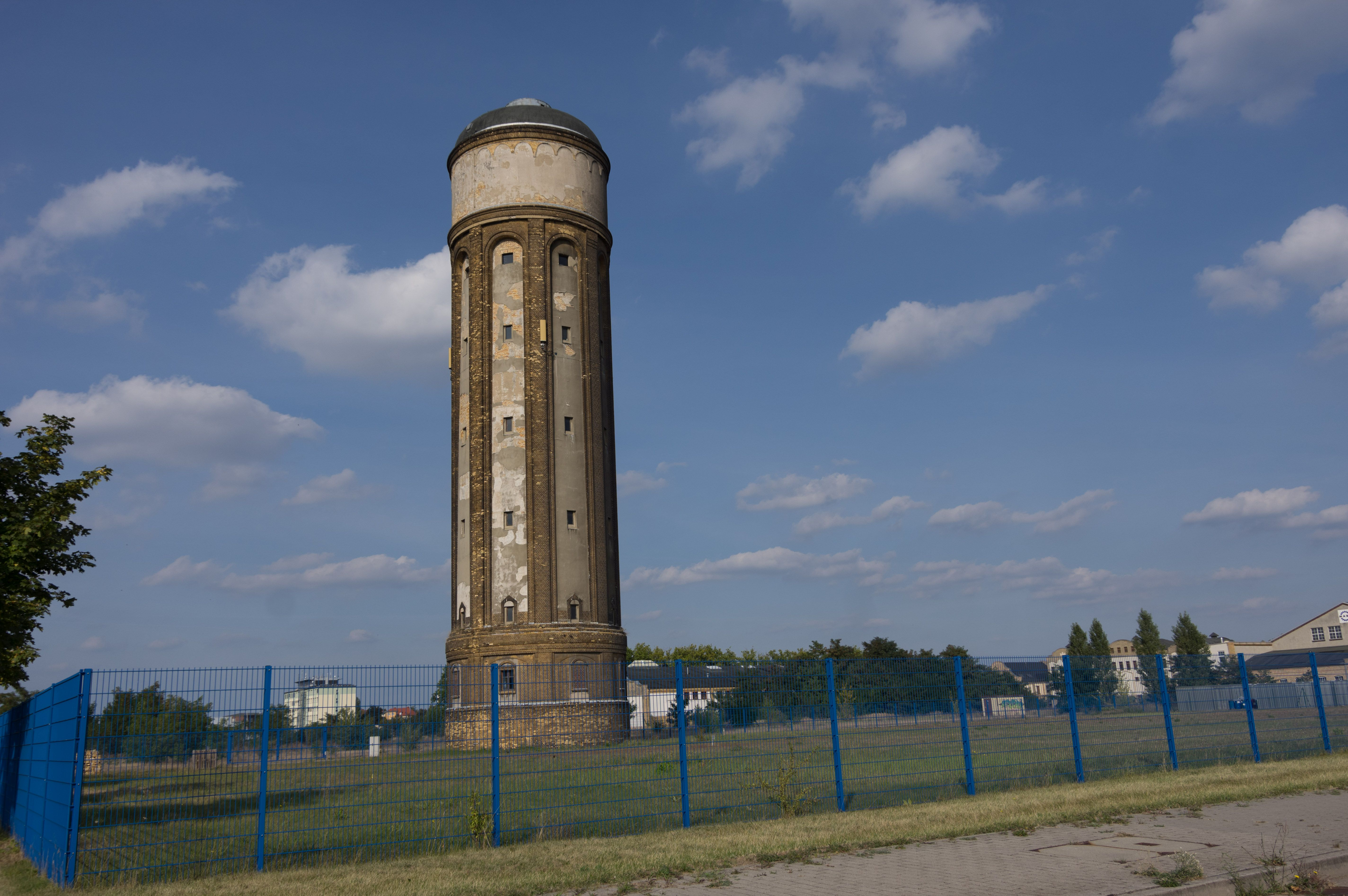
Wasserturm in der Filmstraße in Wolfen

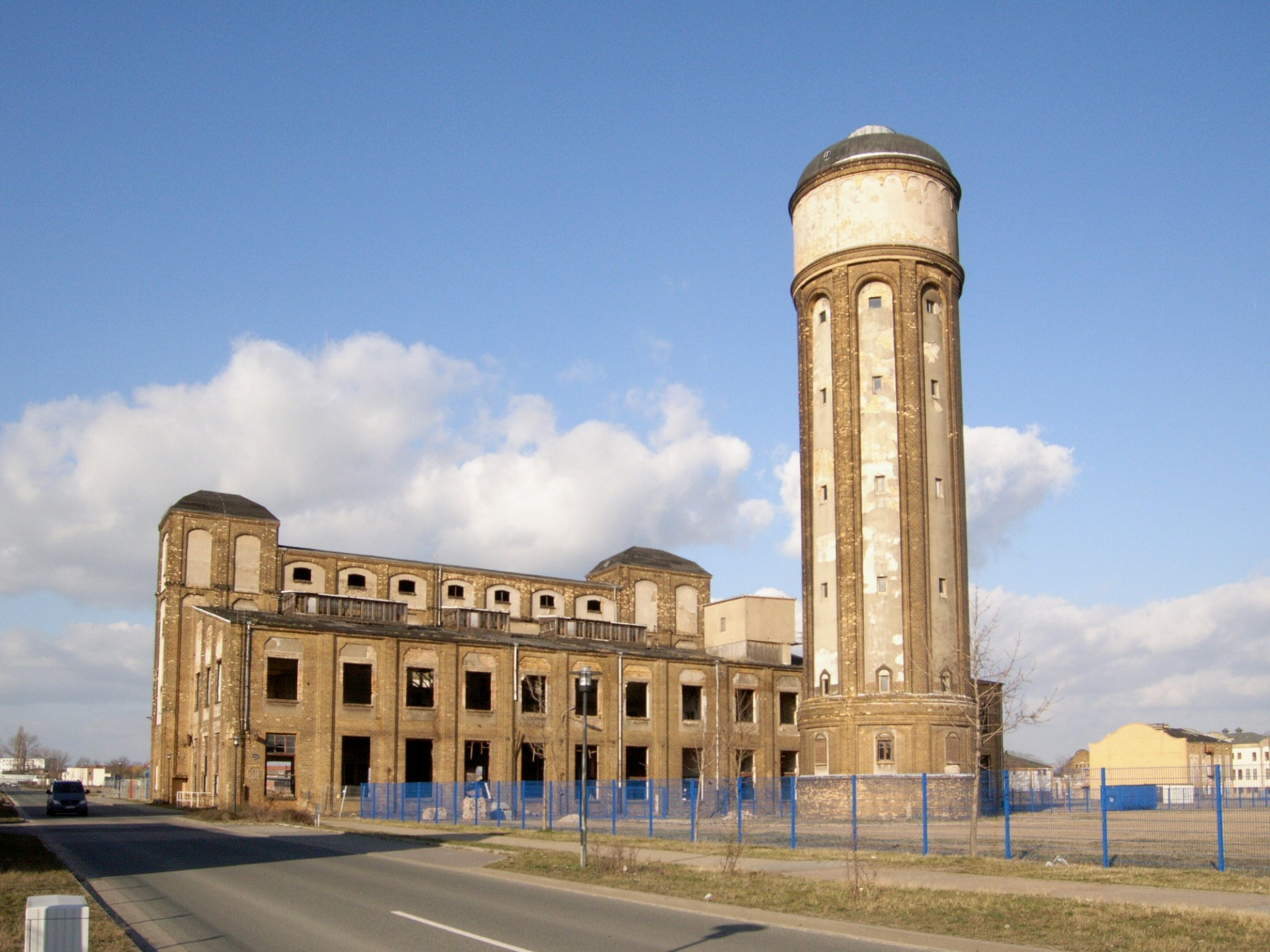
Wasserturm mit Kraftwerk (2007)

Der Wasserturm in der Filmstraße in Wolfen ist ein Hochbehälter in der Stadt Bitterfeld-Wolfen im Landkreis Anhalt-Bitterfeld in Sachsen-Anhalt.
Im Jahr 1909 gründete Agfa die Filmfabrik Wolfen südwestlich des Ortskerns, wofür die photochemische Produktion von Köpenick hierher verlegt wurde. Man erbaute umgehend – von 1909 bis 1913 – auch eine eigene Kraftwerkzentrale. Neben dieser entstand im Jahr 1918 ein Wasserturm, der sich bis heute erhalten hat, wohingegen das Kraftwerk mittlerweile wieder abgerissen wurde. Entworfen wurde der Turm vom Baubüro Carl Lingesleben aus Halle (Saale), das zuvor schon den Wasserturm in der Jahnstraße geschaffen hatte. Neben den Schornsteinen prägte der Wasserturm das Areal wesentlich mit und ist heute eines der markantesten Industriedenkmale der Stadt. Er gilt als Wahrzeichen der Filmfabrik und der bis Mitte Juni 2007 selbstständigen Stadt Wolfen.
Der Turm, der die Gebäude-Nr. 0159 erhielt, blieb auch im Nachfolgebetrieb bestehen. Mit den Veränderungen in der Wasserversorgung wurde der Turm allerdings funktionslos. Er steht als Baudenkmal unter Denkmalschutz und ist im Denkmalverzeichnis mit der Nummer 094 90103 erfasst. Zuvor stand er zusammen mit dem mittlerweile abgerissenen Kraftwerk (Gebäude-Nr. 0118) mit der Nummer 094 90145 unter Denkmalschutz.
Entworfen wurde ein 36 Meter hoher Turm mit einem Fassungsvermögen von 400 Kubikmetern Brunnenwasser. Er diente vor allem als Notfallreserve bei Wassermangel und war darauf ausgelegt, den Wasserbedarf der Filmfabrik im Notfall für zehn Stunden zu decken. Der im Grundriss runde Stahlbetonbau ist trotz seiner späten Entstehungszeit noch deutlich von der Neuromanik geprägt und man verwendete für die Details Backstein. Er besitzt einen rundbogigen Fries sowie acht rundbogige Vertiefungen, die sich jeweils über fünf Etagen erstrecken. Auch die Fensterfassungen der unteren Etagen sowie der Eingang sind rundbogig gestaltet.